# 卡洛弗雷

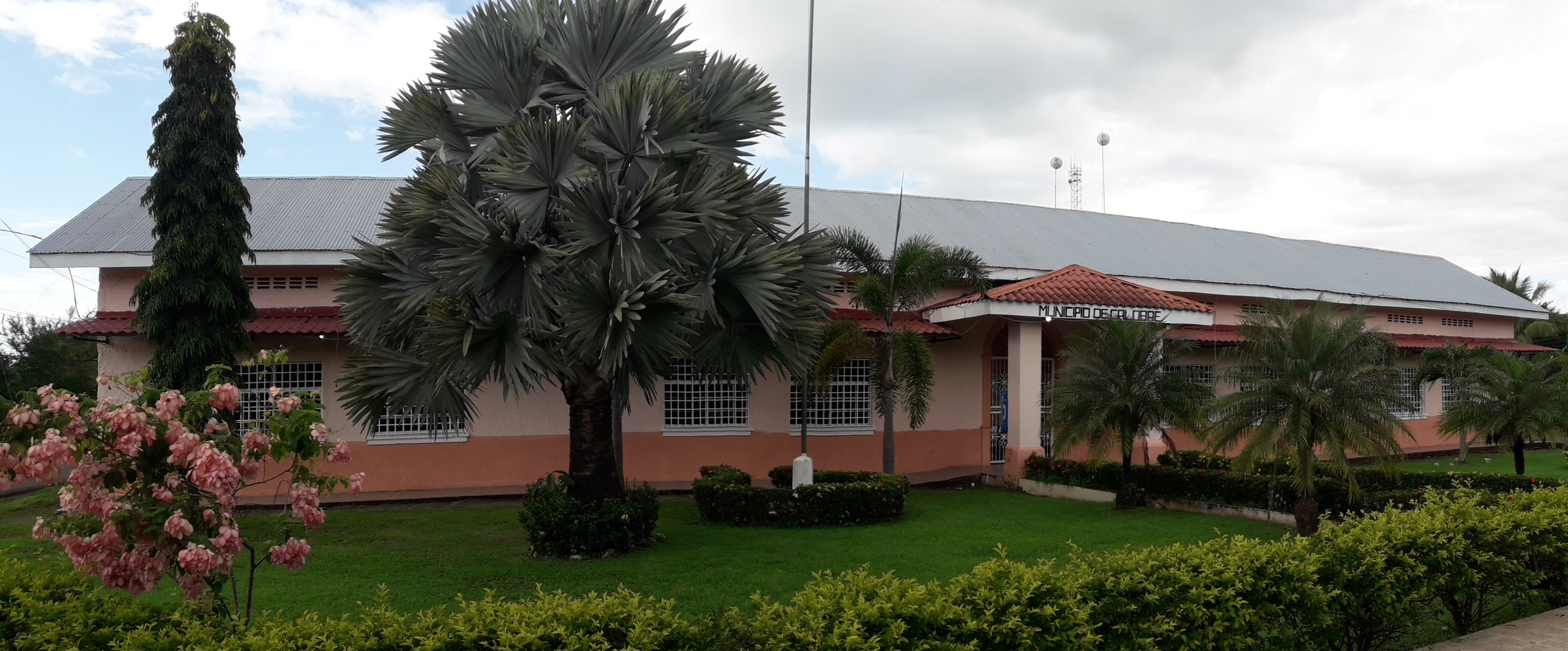
卡洛弗雷

卡洛弗雷（西班牙語：Calobre），是巴拿馬的城鎮，位於該國中西部，由貝拉瓜斯省的卡洛弗雷區負責管轄，面積84.8平方公里，2010年人口2,514，人口密度每平方公里29.6人。